# Future
Nayvadius DeMun Cash (született Nayvadius DeMun Wilburn, Atlanta, 1983. november 20. –), művésznevén Future, háromszoros Grammy-díjas amerikai rapper és énekes, akit a 2010-es évek hiphopjának egyik legbefolyásosabb és legsikeresebb előadójának tartanak. Miután több mixtape-et is kiadott 2010-ben és 2011-ben, Future aláírt az Epic Records és az A1 Recordings kiadókkal, amelynek köszönhetően Future is elindította saját lemezkiadóját, a Freebandzet.
2012 áprilisában adta ki a sikeres Pluto című albumát. Második lemezét, a Honestet két évvel később adták ki, amely megelőzte debütáló projektjét a Billboard 200-on. 2014 végén és 2015 elején megjelentetett három mixtape-et, a Monstert (2014), a Beast Mode-ot (2015) és a 56 Nightsot (2015). A következő megjelenései, a DS2 (2015), a What a Time to Be Alive (2015, egy közreműködés Drake-kel), az Evol (2016), a Future (2017), a Hndrxx (2017), a The Wizrd (2019) és a High Off Life (2020) mind a Billboard 200 első helyén debütáltak. A Future-nek és a Hndrxxnek köszönhetően 2014 óta ő lett az első előadó, akinek két különböző albuma debütált két egymást követő héten a lista élén. Az albumon több legalább aranylemez RIAA-minősítést elérő dal is szerepelt, mint a Turn On the Lights, a Move That Dope, a Fuck Up Some Commas, a Where Ya At, a Jumpman, a Low Life, a Mask Off és a Life Is Good, amelyek közül az utóbbi lett legsikeresebb kislemeze fő előadóként. Első listavezető dala a Billboard Hot 100-on a 2021-ben megjelent Way 2 Sexy volt, Drake Certified Lover Boy albumáról. Ezzel ő lett az előadó, akinek a legtöbb listázott kislemez kellett mire első lett, 125-tel.

## Karrier

### 1983–2010: Kezdetek
Wilburn művésznevét a Dungeon Family csoport tagjaként kezdte el használni, mikor The Future becenevet kapta. Rico Wade, aki Wilburn unokatestvére, producer és a Dungeon Family tagja, vette rá, hogy fejlessze dalszerzési képességeit és legyen belőle rapper, hogy eltávolodjon az utcai élettől. Future Wade-et tartja zenei hangzásának kialakítójának. Ez után szárnya alá vette az atlantai Rocko, aki leszerződtette Wilburnt A1 Recordings kiadójához.
2010 és 2011 között Future kiadott több mixtape-et, mint a 1000-et, a Dirty Sprite-ot és a True Storyt. Az utóbbin szerepelt a Tony Montana kislemez. Ebben az időszakban sokat dolgozott Gucci Mane rapperrel a Free Bricks közreműködésükön, illetve vendégszerepelt és dalszerzője is volt YC Racks című dalának. Népszerűségét DJ Escónak köszönheti, aki játszotta dalait a Magic City sztriptíz klubban, amely abban az időben sok előadó karrierjét segítette.

### 2011–2015: aPluto,azHonest, és a DS2
Future 2011 szeptemberében írta alá első szerződését egy nagy kiadóval, az Epic Recordsszal, a Streetz Calling mixtape megjelenése előtt. Ugyan Future azt nyilatkozta az MTV-nek, hogy ez lesz utolsó mixtape-je első stúdióalbuma előtt, 2012 januárjában megjelentette az Astronaut Statust. 2011 decemberében szerepelt a Fader 77. kiadásának borítóján. Az XXL beválasztotta 2012-es Freshmen listájára, amely a legjobb feltörekvő rappereket sorolja fel minden évben.

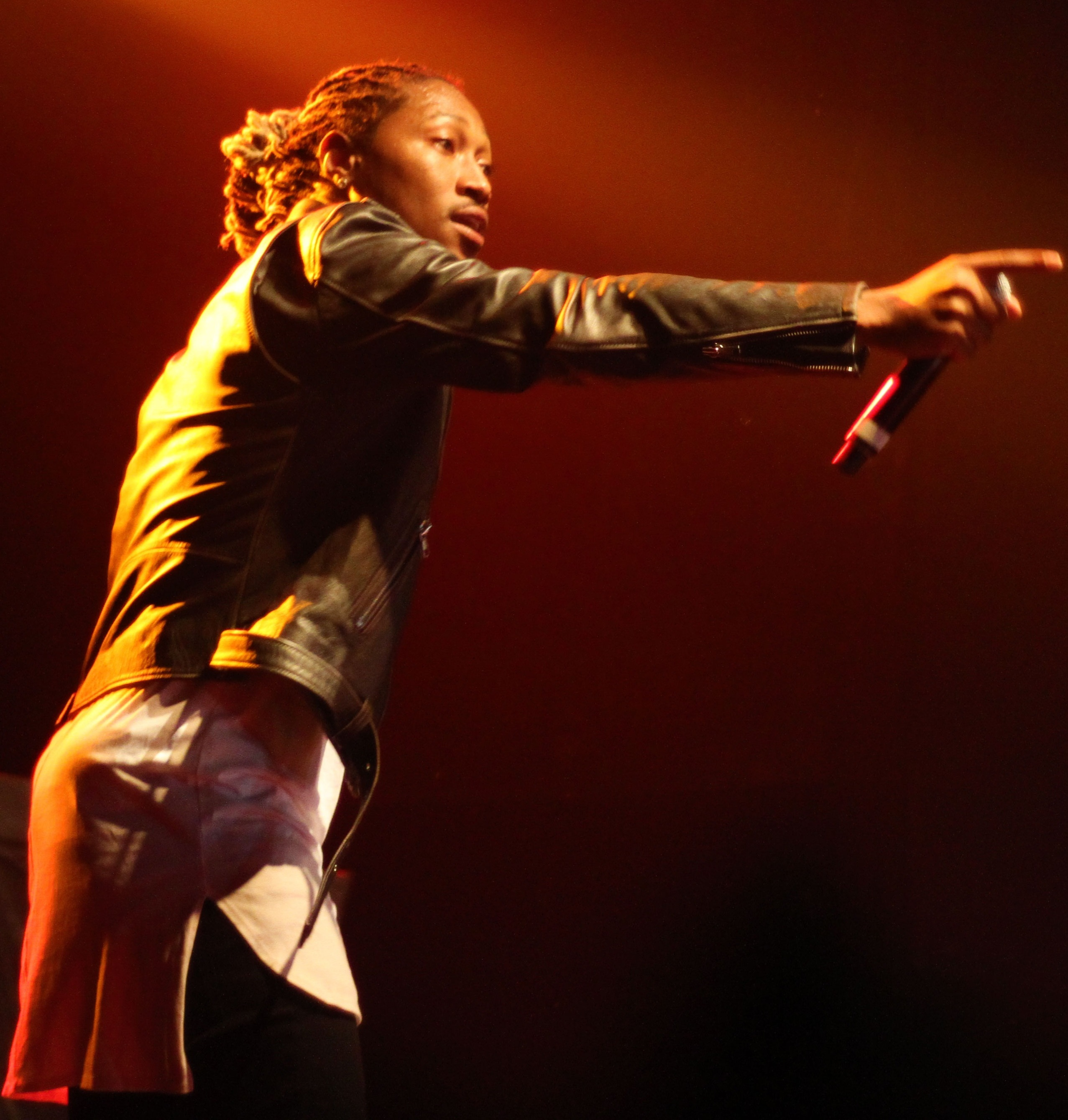
Future 2014-ben.

Debütáló lemeze, a Pluto április 17-én jelent meg. Közreműködött rajta Drake a Tony Montana című dalon, illetve T.I. a Magicen. Future elmondása szerint „a Magic volt az első dal, amelyen T.I. dolgozott, miután kiengedték a börtönből. Egyik nap kijött és másnap már a dalon dolgozott, amiről én nem is tudtam.” Ez a kislemez lett Future első dala a Billboard Hot 100-on. Az albumon közreműködött még Trae tha Truth, R. Kelly és Snoop Dogg. 2012. október 8-án Pusha T kiadta a Paint Future közreműködésével a My Name Is My Name albumról.
2012. november 27-én bejelentették, hogy Future újra ki fogja adni első albumát Pluto 3D címen, három új dallal és két új remix-szel. Az új közreműködők között volt Diddy, Ludacris és Kelly Rowland. 2012-ben ő volt Rihanna Loveeeeeee Song című dalának szerzője és producere az Unapologetic című albumáról.
2013. január 15-én Future kiadta a F.B.G.: The Movie válogatásmixtape-et, amelyen a Freebandz kiadó előadói, többek között Young Scooter, Slice9, Casino, Mexico Rann és Maceo szerepeltek. Platina minősítést kapott. Ugyanebben az évben vendégszerepelt Ace Hood Bugatti című számán is.
Future azt mondta, hogy második stúdióalbuma, a Future Hendrix sokkal komplexebb lesz, mint első lemeze és szerepelni fog rajta R&B-zene is. 2013-ban jelent volna meg, olyan előadók működtek közre rajta, mint Kanye West, Rihanna, Ciara, Drake, Kelly Rowland, Jeremih, Diplo és André 3000. Future megváltoztatta az album nevét Honestre, illetve elhalasztotta 2013. november 26-ig. Később bejelentette, hogy ismét eltolja az albumot, immár 2014-re, mert együtt fog turnézni Drake-kel. EZt követően kiadta a DS2-t,amivel hatalmas sikert ért el, köszönhetően Drake-nek, aki a Where Ya At című dalon vendégszerepelt.

### 2015–2016:a What a Time to Be Aliveés azEvol

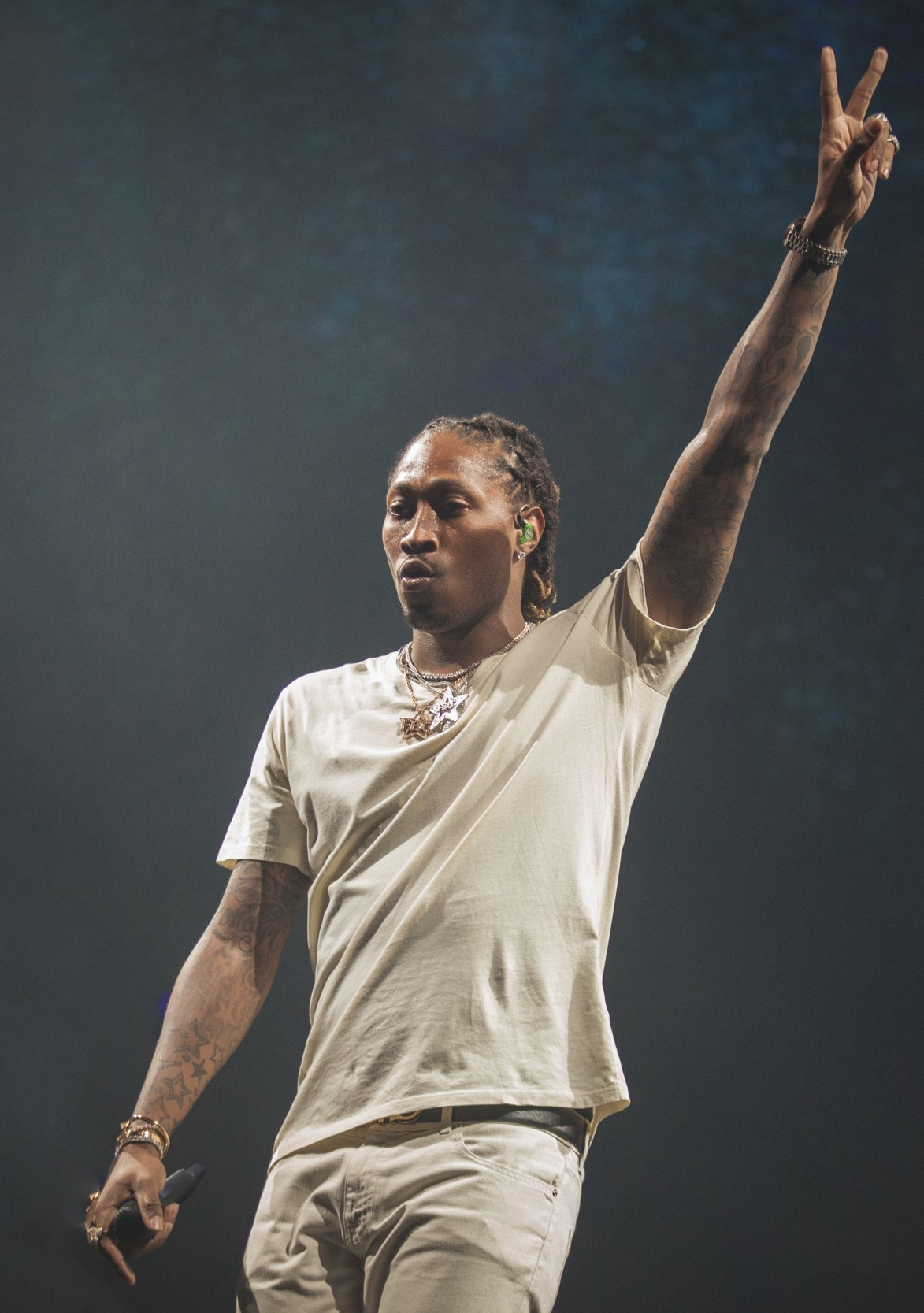
Future a 2016-os Summer Sixteen turnén.

2015. szeptember 20-án kiadta a What a Time to Be Alive közreműködés mixtape-et Drake kanadai rapperrel. Az album a Billboard 200 és a Billboard R&B-listák élén debütált, amelynek köszönhetően 2004 óta ő lett az első rapper, akinek két albuma is a lista élén debütált egy évben. Több, mint 334 ezer példány kelt el belőle az Egyesült Államokban. 2016. január 17-én megjelentette a Purple Reign mixtape-et, amelyen dolgozott producerként Metro Boomin és DJ Esco. 2016. február 5-én bemutatta negyedik stúdióalbumát, az Evolt. Az albumról a The Weeknd-el közös Low Life lett a legfelkapottab, többszörös platina minősítést kapott. Ezzel ő lett az első előadó a 2010-ben megjelent Glee filmzenei albumok óta, akinek egymás után leggyorsabban lett három listavezető lemeze.
2016. június 29-én szerepelt a Rolling Stone egyik kiadásában.

### 2017–2018: aFuture, aHndrxxés a Wrld On Drugs
2017. február 14-én bejelentette, hogy három nappal később fog megjelenni Future című ötödik stúdióalbuma. Itt jelent meg a Mask Off című száma is, ami igazaán felkapottát tette az albumot. Pontosan egy héttel később pedig kiadta hatodik lemezét a Hndrxx-et. Mindkét album listavezető lett, amelynek köszönhetően ő lett az első előadó, akinek az amerikai és a kanadai albumlistákon is volt listavezető dala, egymást követő heteken. Közreműködött Taylor Swift Reputation albumán az Endgame című dalon Ed Sheerannel.
2018. január 11-én együttműködött a Fekete párduc filmzenéjén, a King’s Dead dalon Kendrick Lamarral, James Blake-kel és Jay Rockkal. A 61. Grammy-gálán két díjra is jelölték a dalt, a Legjobb rapteljesítmény és a Legjobb rapdal kategóriákban, amelyek Future első jelölései voltak karrierjében.
Future volt a SuperFly filmzenéjének kurátora 2018-ban.
2018. október 19-én kiadta a Wrld On Drugst, amely egy közreműködés mixtape volt Juice Wrlddel. Második helyen debütált a Billboard 200-on Lady Gaga és Bradley Cooper A Star Is Born albuma mögött. A legismertebb dal az albumról a Fine China volt. Future tizedik albuma volt, amely elérte a lista első tíz helyét.

### 2019–napjainkig: aThe Wizrd, aSave Me, aHigh Off Lifeés aPluto x Baby Pluto
2019. január 18-án kiadta hetedik stúdióalbumát, a Future Hndrxx Presents: The Wizrdot. Méltatták a zenekritikusok és 125 ezer példányt adtak el belőle első hetében. Az album több dala is szerepelt a Billboard Hot 100-on, amellyel Future lett a 10. legsikeresebb előadó a lista történetében.
Future a 61. Grammy-gálán nyerte meg első díját, a Legjobb rapteljesítmény kategóriában a King’s Dead című dalért.
2019. június 7-én kiadta második projektjét az évben, a Save Me debütáló középlemezét. Ötödik helyen debütált a Billboard 200-on.
2020 januárjában kiadta a Life Is Good és szerepelt Drake Desires című dalában is. Áprilisban bejelentette nyolcadik stúdióalbumát, a Life Is Goodot, amelyet később megváltoztattak High Off Life-ra. 2020. május 15-én jelent meg és első helyen debütált a Billboard 200-on, 153 ezer eladott példánnyal, amellyel Future sorozatban hetedik albuma lett, amely a lista első helyén debütált. 2020 augusztusában vendégszerepelt Pap Chanel Gucci Bucket Hat dalán.
2020. november 13-án kiadta a Pluto x Baby Pluto közreműködés stúdióalbumot Lil Uzi Verttel. A Billboard 200 második helyéig jutott.
2021-ben is aktív volt, többnyire más előadók dalain vendégszerepelt, melyek közül kiemelkedik a Gunnával közös Too Easy, illetve a Pushing P, a Nardo Wickkel közös Me or Sum. Szerepelt Drake Certified Lover Boy című albumán is, a Way 2 Sexy című dalon(ami az egyik legfelkapottabb lett az albumról), illetve az N 2 Deep című számon is.  
2022 februárjában közel két év után kiadta egy újabb solo slágerét, a Worst Dayt, mlynek klipjében vendégszerepel az ismert teraperuta, Kevin Samuels is. Ugyanebben a hónapban Future volt Kanye West legújabb albumának, a Donda 2-nek a producere. Márciusban szerepelt a chicago-i rapper, Lil Durk 7220 című albumán is a Petty Too című számban. Április közepén szivárogtatta ki Young Scooter, hogy Future új albumon dolgozik.Az album a I Never Liked You címet kapta, és április 29-én jelent meg. Az albumon szerepel Drake, Young Thug, Gunna, Kodak Black, Est Gee és Kanye West is. Az album a Bilboard 200 első helyén kezdett, ezzel ez lett Future nyolcadik albuma, ami elérte a lista első helyét. Pár napra rá kijött az album deluxe változata is, hat új számmal(melyeken szerepel 42 Dugg, Lil Baby, Lil Durk, Babyface Ray és Young Scooter). Az album az első héten 228 ezres eladási számot produkált, ezzel a rapper karrierjének második legsikeresebb albuma lett ebben a tekintetben, a 2015-ös What a Time to be Alive után. 

## Diszkográfia
Stúdióalbumok
- Pluto (2012)
- Honest (2014)
- DS2 (2015)
- Evol (2016)
- Future (2017)
- Hndrxx (2017)
- The Wizrd (2019)
- High Off Life (2020)
- I Never Liked You (2022)

Mixtape-ek
- 1000 (2010)
- Kno Mercy (2010)
- Dirty Sprite (2011)
- True Story (2011)
- FDU & Freebandz (2011)
- Free Bricks (Gucci Mane-nel) (2011)
- Streetz Calling (2011)
- FDU & Freebandz: Reloaded (2011)
- Astronaut Status (2012)
- F.B.G: The Movie (Freeband Ganggel) (2013)
- First Class Flights (2013)
- Black Woodstock: The Soundtrack (DJ Escoval) (2013)
- Notice Me (2013)
- No Sleep (2013)
- Hells and Angels (2014)
- Monster (2014)
- Beast Mode (Zaytovennel) (2015)
- 56 Nights (2015)
- What a Time to Be Alive (Drake-kel) (2015)
- Purple Reign (2016)
- Super Slimey (Young Thuggal) (2017)
- Beast Mode 2 (Zaytovennel) (2018)
- Wrld on Drugs (Juice Wrlddel) (2018)
- Pluto x Baby Pluto (Lil Uzi Verttel) (2020)
- We Don’t Trust You (Metro Boominnal) (2024)
- We Still Don’t Trust You (Metro Boominnal) (2024)

## Turnék
- Summer Sixteen Tour (Drake-kel) (2016)[42]
- Nobody Safe Tour (2016)
- Future Hndrxx Tour (2017)
- NickiHndrxx Tour (Nicki Minaj-zsal) (2019)
- Legendary Nights Tour (Meek Millel) (2019)[43]